# Baetodes deludens
Baetodes deludens is een haft uit de familie Baetidae. De wetenschappelijke naam van de soort is voor het eerst geldig gepubliceerd in 1995 door Lugo-Ortiz & McCafferty.
De soort komt voor in het Neotropisch gebied.